# Territorialprälatur Juli

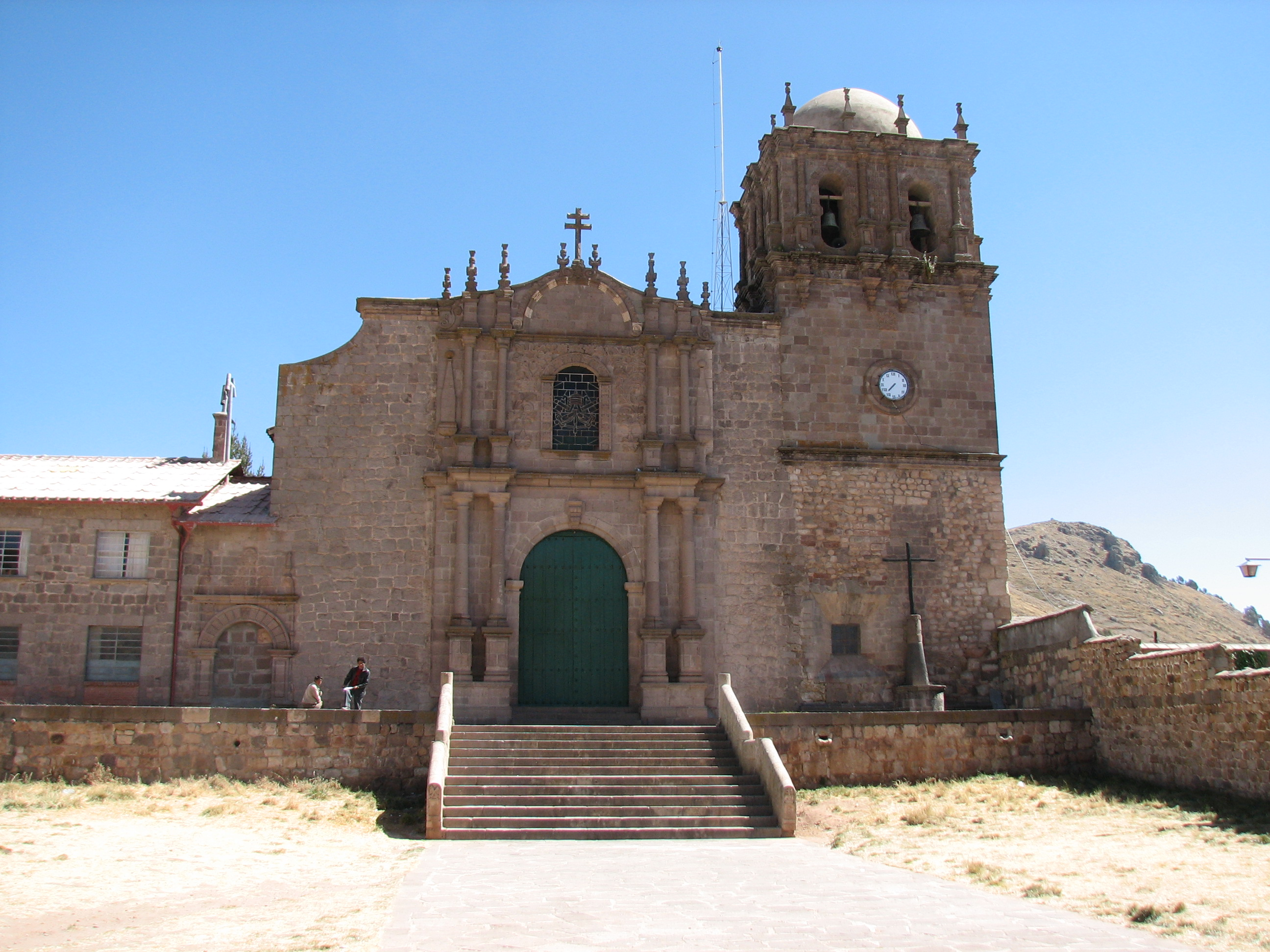
Kathedrale in Juli

Die Territorialprälatur Juli (lat.: Territorialis Praelatura Iuliensis) ist eine im Süden Perus gelegene römisch-katholische Territorialprälatur mit Sitz in Juli.

## Geschichte
Die Territorialprälatur Juli wurde am 3. August 1957 aus Gebietsabtretungen des Bistums Puno errichtet und dem Erzbistum Arequipa als Suffragan unterstellt.
Am 3. April 2019 gab die Territorialprälatur Juli die nördlich des Titicacasees gelegenen Teile ihres Territoriums zur Gründung der Territorialprälatur Santiago Apóstol de Huancané ab.

## Sprengel
Die Territorialprälatur Juli umfasst die Provinzen Chucuito, El Collao und Yunguyo der Region Puno sowie die Distrikte Acora, Chucuito, Pichacani und Platería der Provinz Puno.

## Prälaten von Juli
- Edward Louis Fedders MM, 3. August 1957–11. März 1973
- Raimundo Revoredo Ruiz CM, 25. November 1988–29. Mai 1999
- Elio Alevi Pérez Tapia SDB, 19. April 2001–25. Juni 2005
- José María Ortega Trinidad, (22. April 2006–15. November 2018)
- Ciro Quispe López, seit 15. November 2018